# Grosser Preis von Bayern
Groupe 1
Le Grosser Preis von Bayern est une course hippique de galop qui se dispute chaque année sur l'hippodrome de Munich Riem en Allemagne, au début du mois de novembre.

## Description
C'est une course de Groupe I, réservée aux pur-sang de 3 ans et plus, qui se court sur 2 400 mètres, corde à droite. L'allocation s'élève à 155 000 €.
Créée en 1957, la course se déroule alors à Gelsenkirchen sous le nom de Aral-Pokal, d'abord sur 2 600 mètres, puis sur 2 400 mètres à partir de 1960. Lors de l'introduction du système des groupes en Allemagne en 1972, elle reçoit le label groupe II, puis groupe I l'année suivante. Elle est transférée à Cologne en 2001, et courue sous le nom de Credit Suisse Private Banking Pokal, puis Rheinland-Pokal. En 2012, elle est à nouveau transférée, cette fois à Munich, et reçoit son nom actuel.

## Palmarès depuis 1986
| Année | Vainqueur        | S/A  | Pays        | Père              | Jockey               | Entraîneur           | Propriétaire               | Temps   |
| ----- | ---------------- | ---- | ----------- | ----------------- | -------------------- | -------------------- | -------------------------- | ------- |
| 2024  | Assistent        | M.5  | Allemagne   | Sea The Moon      | Thore Hammer Hansen  | Henk Grewe           | Eckhard Sauren             | 2'37"46 |
| 2023  | Junko            | H.4  | France      | Intello           | Bauyrzhan Murzabayev | André Fabre          | Wertheimer & Frère         | 2'47"06 |
| 2022  | Tünnes           | M.3  | Allemagne   | Giuliani          | Bauyrzhan Murzabayev | Peter Schiergen      | Holger Renz                | 2'44"33 |
| 2021  | Alpinista        | F.4  | Royaume-Uni | Frankel           | Luke Morris          | Sir Mark Prescott    | Kirsten Rausing            | 2'38"53 |
| 2020  | Sunny Queen      | F.3  | Allemagne   | Camelot           | Rene Piechulek       | Henk Grewe           | Cayton Park Stud Ltd       | 2'40"94 |
| 2019  | Nancho           | H.4  | Hongrie     | Tai Chi           | Bayarsaikhan Ganbat  | Gabor Maronka        | Intergaj                   | 2'41"60 |
| 2018  | Iquitos          | M.6  | Allemagne   | Adlerflug         | Eddy Hardouin        | Hans-Jurgen Gröschel | Stall Mulligan             | 2'37"80 |
| 2017  | Guignol          | M.5  | Allemagne   | Cape Cross        | Filip Minarik        | Jean-Pierre Carvalho | Stall Ullman               | 2'37"83 |
| 2016  | Guignol          | M.4  | Allemagne   | Cape Cross        | Michael Cadeddu      | Jean-Pierre Carvalho | Stall Ullman               | 2'37"42 |
| 2015  | Ito              | M.4  | Allemagne   | Adlerflug         | Filip Minarik        | Jean-Pierre Carvalho | Gestüt Schlenderhan        | 2'36"40 |
| 2014  | Ivanhowe         | M.4  | Allemagne   | Soldier Hollow    | Filip Minarik        | Jean-Pierre Carvalho | Gestüt Schlenderhan        | 2'38"33 |
| 2013  | Seismos          | H.5  | Allemagne   | Dalakhani         | Andrea Atzeni        | Andreas Wöhler       | Gestut Karlhof             | 2'33"20 |
| 2012  | Temida           | F.4  | Allemagne   | Oratorio          | Filip Minarik        | Miltcho Mintchev     | Litex Commerce Ad          | 2'26"83 |
| 2011  | Earl of Tinsdal  | M.3  | Allemagne   | Black Sam Bellamy | Eduardo Pedroza      | Andreas Wöhler       | Sunrace Stables            | 2'35"29 |
| 2010  | Campanologist    | M.5  | Royaume-Uni | Kingmambo         | Adrie de Vries       | Saeed bin Suroor     | Godolphin                  | 2'40"81 |
| 2009  | Wiener Walzer    | M.3  | Allemagne   | Dynaformer        | Fredrik Johansson    | Jens Hirschberger    | Gestüt Schlenderhan        | 2'29"89 |
| 2008  | Kamsin           | M.3  | Allemagne   | Samum             | Andrasch Starke      | Peter Schiergen      | Stall Blankenese           | 2'26"76 |
| 2007  | Saddex           | M.4  | Allemagne   | Sadler's Wells    | Torsten Mundry       | Peter Rau            | Stall Avena                | 2'30"70 |
| 2006  | Cherry Mix       | M.5  | Royaume-Uni | Linamix           | Kerrin McEvoy        | Saeed bin Suroor     | Godolphin                  | 2'28"25 |
| 2005  | Darsalam         | M.4  | Tchéquie    | Desert King       | Terence Hellier      | Arslangirej Savujev  | Stall Turan                | 2'43"24 |
| 2004  | Albanova         | F.5  | Royaume-Uni | Alzao             | Terence Hellier      | Sir Mark Prescott    | Kirsten Rausing            | 2'30"80 |
| 2003  | Dai Jin          | M.3  | Allemagne   | Peintre Célèbre   | Olivier Peslier      | Andreas Schütz       | WH Sport International     | 2'28"53 |
| 2002  | Yavana's Pace    | H.10 | Royaume-Uni | Accordion         | Keith Dalgleish      | Mark Johnston        | Joan Keaney                | 2'32"06 |
| 2001  | Sabiango         | M.3  | Allemagne   | Acatenango        | Andreas Suborics     | Andreas Wöhler       | Gestüt Fährhof             | 2'29"81 |
| 2000  | Catella          | F.3  | Allemagne   | Generous          | Terence Hellier      | Peter Schiergen      | Gestüt Schlenderhan        | 2'38"95 |
| 1999  | Ungaro           | M.5  | Allemagne   | Goofalik          | Andrasch Starke      | Hans Blume           | Gestüt Röttgen             | 2'29"91 |
| 1998  | Luso             | M.6  | Royaume-Uni | Salse             | Darryll Holland      | Clive Brittain       | Darley Stud                | 2'40"16 |
| 1997  | Caitano          | M.3  | Allemagne   | Niniski           | Andrasch Starke      | Bruno Schütz         | Stall Blauer Reiter        | 2'29"82 |
| 1996  | Luso             | M.4  | Royaume-Uni | Salse             | Michael Kinane       | Clive Brittain       | Saeed Manana               | 2'32"98 |
| 1995  | Wind in Her Hair | F.4  | Royaume-Uni | Alzao             | Richard Hills        | John Hills           | Diane Nagle                | 2'36"00 |
| 1994  | River North      | H.4  | Royaume-Uni | Lomond            | Kevin Darley         | Lady Herries         | Peter Savill               | 2'33"73 |
| 1993  | Monsun           | M.3  | Allemagne   | Königsstuhl       | Michael Kinane       | Heinz Jentzsch       | Gestüt Ittlingen           | 2'36"10 |
| 1992  | Tel Quel         | M.4  | France      | Akarad            | Michael Kinane       | André Fabre          | Cheikh Mohammed Al Maktoum | 2'40"50 |
| 1991  | Indica           | F.4  | Allemagne   | Athenagoras       | Kevin Woodburn       | Raimund Prinzinger   | Reinhold Lockmann          | 2'37"50 |
| 1990  | Mondrian         | M.5  | Allemagne   | Surumu            | Manfred Hofer        | Uwe Stoltefuss       | Stall Hanse                | 2'31"60 |
| 1989  | Mondrian         | M.4  | Allemagne   | Surumu            | Kevin Woodburn       | Uwe Stoltefuss       | Stall Hanse                | 2'32"78 |
| 1988  | Almaraad         | M.5  | Royaume-Uni | Ela-Mana-Mou      | Steve Cauthen        | John Dunlop          | Hamdan Al Maktoum          | 2'33"35 |
| 1987  | Kondor           | M.3  | Allemagne   | Cagliostro        | Peter Remmert        | Hein Bollow          | Ilse Ramm                  | 2'34"90 |
| 1986  | Acatenango       | M.4  | Allemagne   | Surumu            | Georg Bocskai        | Heinz Jentzsch       | Gestüt Fährhof             | 2'33"10 |
| 1985  | Acatenango       | M.5  | Allemagne   | Surumu            | Andrzej Tylicki      | Heinz Jentzsch       | Gestüt Fährhof             | 2'43"30 |

## Source
- Galopp-Sieger.de - Grosser Preis von Bayern